# Trinectes inscriptus
Trinectes inscriptus är en fiskart som först beskrevs av Gosse, 1851.  Trinectes inscriptus ingår i släktet Trinectes och familjen Achiridae. Inga underarter finns listade i Catalogue of Life.